# Internazionali d'Italia 1984
Italian Open 1984 — тенісний турнір, що проходив на відкритих кортах з ґрунтовим покриттям в Італії. Належав до Volvo Grand Prix 1984 та Virginia Slims World Championship Series 1984. Чоловічий турнір відбувсь у Римі, а жіночий - у Перуджі з 21 до 27 травня 1984 року.

## Фінальна частина

### Одиночний розряд, чоловіки
Андрес Гомес —  Аарон Крікстейн 2–6, 6–1, 6–2, 6–2

### Одиночний розряд, жінки
Мануела Малеєва —  Кріс Еверт 6–3, 6–3

### Парний розряд, чоловіки
Кен Флек /  Роберт Сегусо —  Джон Александер /  Майк Ліч 3–6, 6–3, 6–4

### Парний розряд, жінки
Іва Бударжова /  Гелена Сукова —  Кетлін Горват /  Вірджинія Рузічі 7–6(7–5), 1–6, 6–4